# Miękisz gąbczasty

Schemat budowy liścia

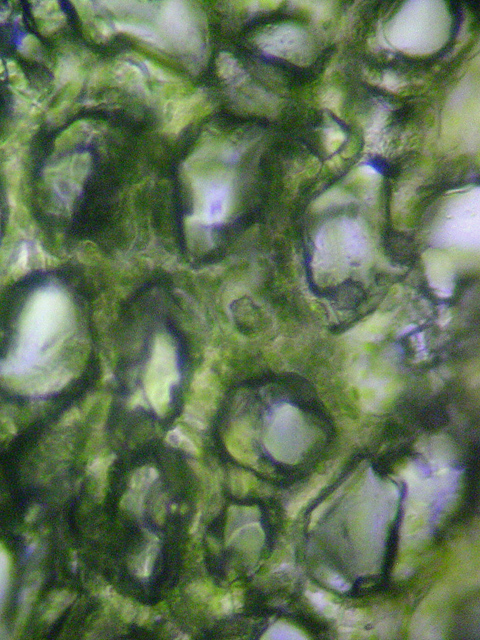
Miękisz gąbczasty, widok pod mikroskopem

Miękisz gąbczasty – rodzaj miękiszu asymilacyjnego, komórki są luźno ułożone, zawierają chloroplasty. Pomiędzy komórkami występują szczególnie duże przestwory międzykomórkowe tworzące obszerne komory powietrzne określane też jamami oddechowymi. Komórki miękiszu gąbczastego są równowymiarowe lub mają nieregularny kształt. Chloroplasty występują mniej licznie niż w miękiszu palisadowym. 
Miękisz gąbczasty występuje w liściach roślin okrytonasiennych jednoliściennych i dwuliściennych pod miękiszem palisadowym oraz u paprotników. Wiele gatunków należących do traw, nagozalążkowych, roślin wodnych, kserofitów, ma niezróżnicowane komórki mezofilu.
Miękisz gąbczasty dzięki znacznej objętości przestworów międzykomórkowych ułatwia wymianę gazową.